# 小行星9477
小行星9477（英語：9477 Kefennell）是一颗围绕太阳公转的小行星。1998年8月17日，林肯近地小行星研究小组在索科罗发现了此天体。
这颗小行星的绝对星等为22.24699等。